# Werrason
Noël Ngiama Makanda, (Kikwit, 25 de dezembro de 1965) mais conhecido pelo nome artístico Werrason, é um cantor, compositor e produtor congolês. Werrason é o líder da banda Wenge Musica Maison Mère e Co-liderou o grupo musical Wenge Music 4x4 com seu amigo JB Mpiana. 
É um dos artistas mais popular na República Democrática do Congo e no continente Africano.
Werrason é conhecido por ser uma das figuras emblemáticas do grupo Wenge Musica, que deu o nome de Ndombolo à música congolesa, e que fez dançar o povo Africano e a sua diáspora durante a década de 1990, com o JB Mpiana. Suas composições “Mulolo” e “Kin É Bougé”, partilhadas com JB Mpiana e, sobretudo, “Kala-Yi-Boeing” fezem parte das canções mais conhecidas da orquestra. Em7 de dezembro de 1997, o grupo sofre conflitos internos envolvendo rancores entre Werrason e JB Mpiana. O grupo separa-se em dois lado: Wenge Musica Maison Mère com Werrason, Didier Masella, Adolphe Dominguez e Ferré Gola. E o outro lado: Wenge BCBG com JB Mpiana, Alain Makaba, Blaise Bula e a totalidade dos outros artistas.
Por ocasião da apresentação oficial do seu álbum Flèche Ingeta, Werrason ocorre em três dias sucessivos de 17 a 19 de abril de 2015 no Grand hôtel de Kinshasa com um convidado diferente a cada dia, no dia 17 com JB Mpiana, 18 com Papa Wemba, 19 com Roga-Roga. Pela primeira vez desde a separação de Wenge Musica, JB Mpiana e Werrason encontram-se no mesmo pódio onde interpretam “Omba” single do JB Mpiana e alguns de seus antigos sucessos.

## Biografia

### Infânciaejuventude
Noêl Ngiama Makanda, nascido em 25 de dezembro de 1965, em Kikwit. Noêl Ngiama cresceu em Kinshasa, onde viveu com o seu irmão mais velho, artista religioso Patrice Ngoy Musoko. Com 12 anos, em 1977, Noêl Ngiama cantava no coral da Igreja Protestante de CBZO em Kikwit. Nessa época, ele ganha um concurso de artes marciais e adquire o apelido de "Tarzan, o rei da floresta" que se transforma mais tarde em fr “Roi de la Forêt” (pt “Rei da Floresta”).

## Carreira

### Início da carreira
Em 1979, Noêl Ngiama munido de inspirações, começou tocando bateria com seus amigos: Didier Masella, Alain Makaba e  Dédé Masola. Estes quatro jovens, todos tinham menos de 18 anos e praticavam a música durante as férias em Kinshasa. Noêl Ngiama, ainda sob nome de Tarzan, tocava a bateria, Alain Makaba na guitarra, Didier Masella à baixa e Dédé Masola no canto.
Werrason e Didier Masella são os fundadores do grupo Wenge Musica que fez dançar o povo Africano e a sua diáspora durante 10 anos. Foi em 1987 que Werrason e seus colegas entraram em estúdio para gravar algumas músicas e no ano seguinte, eles assinam o seu 1º Opus “Bouger Bouger” onde o Werrason compôs e cantou rumba "Nicky D", "Mulolo" com participação do JB Mpiana que fez bastante sucesso.

### 1998–2002:Werrason e Wenge Musica Maison Mère
Em dezembro de 1998, Werrason lançou o álbum “Force d'intervention Rapide”, que fez bastane sucesso com os singles como: "Chantal Switzerland" que foi recompensado pelos meios de comunicação social; o álbum permitiu-lhe fazer o primeira turnê europeia com os seus novos músicos. O álbum “Solola Bien” saiu em dezembro de 1999, e foi certificado como disco de ouro no seu concerto no Zénith de Paris em 2002 na França. Em dezembro de 2000 Kora Music Awards, certifica o álbum como melhor álbum do ano de 2000; a canção "Augustine" com participação do Ferré Gola, é classificada entre as cinco melhores músicas africanas que fizeram dançar a África desde 1960.
Em 1999 Werrason com o seu grupo Wenge Musica Maison Mère, apresentaram os seus trabalhos no Palácio dos Desportos de Paris. Em setembro de 2000, Werrason teve um show no Bercy de Paris, com mais de 17 000 espectadores, e torna-se o segundo artista africano a preencher Bercy depois do Koffi Olomidé em fevereiro de 2000. Eles ocorrerão dois dias seguidos, em 26 e 27 de abril de 2002, no Zénith de Paris, e novamente em 8 de novembro de 2008 e 13 de março de 2010.

## Discografia
| Ano  | Nomeação | Categoria               | Resultado |
| ---- | -------- | ----------------------- | --------- |
| 2004 | Werrason | Melhor Artista Africano | Venceu    |

| Ano  | Nomeação | Categoria                        | Resultado |
| ---- | -------- | -------------------------------- | --------- |
| 2005 | Werrason | Melhor Artista de África Central | Venceu    |

| Ano  | Nomeação | Categoria               | Resultado |
| ---- | -------- | ----------------------- | --------- |
| 2014 | Werrason | Melhor Artista Africano | Venceu    |

| Ano  | Nomeação | Categoria         | Resultado |
| ---- | -------- | ----------------- | --------- |
| 2014 | Werrason | Malewa Melhor Som | Indicado  |

| Ano  | Nomeação | Categoria                        | Resultado |
| ---- | -------- | -------------------------------- | --------- |
| 2014 | Werrason | Melhor Artista de África Central | Venceu    |

| Outros projetos Wikimedia também contêm material sobre este tema: |